# Arazap
Arazap är en ort i Armenien.   Den ligger i provinsen Armavir, i den västra delen av landet, 30 kilometer väster om huvudstaden Jerevan. Arazap ligger 847 meter över havet och antalet invånare är 1 373.
Terrängen runt Arazap är mycket platt, och sluttar österut. Runt Arazap är det ganska glesbefolkat, med 43 invånare per kvadratkilometer.. Närmaste större samhälle är Etjmiadzin, 18,6 kilometer nordost om Arazap.
Trakten runt Arazap består till största delen av jordbruksmark.